# José María Olazábal
José María Olazábal Manterola (5 de fevereiro de 1966) é um jogador profissional de golfe da Espanha. Olazábal foi duas vezes campeão do Masters de Golfe, em 1994 e 1999.

## Carreira

### Masters de 1994
José María Olazábal se tornou em 1994 o segundo espanhol a vencer o Masters de Augusta. Com nove tacadas abaixo do par ele superou o americano Tom Lehman por duas tacadas e alcançou assim o seu primeiro título em um torneio major.

## Títulos

### Torneios Major´s (2)
| Ano  | Campeonato       | Resultados           | Margem    | Vice-campeão   |
| ---- | ---------------- | -------------------- | --------- | -------------- |
| 1994 | Masters de Golfe | −9 (74-67-69-69=279) | 2 tacadas | Tom Lehman     |
| 1999 | Masters de Golfe | −8 (70-66-73-71=280) | 2 tacadas | Davis Love III |